# ایرانی (هند)
ایرانی نام گروهی از زرتشتیان ایرانی‌تبار هند و پاکستان است که در زمان قاجار از ایران به شبه قاره هند مهاجرت کردند. گروه ایرانی، با پارسیان هند که پس از حمله اعراب از ایران به هند کوچیدند تفاوت دارند.
گروه قومی ایرانی چنانکه ملک الشعرای بهار در سبک شناسی گفته است برخلاف باور عموم مردم نه در زمان حمله مسلمانان بلکه پس از حمله مغول از ایران به هند مهاجرت کرد و هم‌اینک نیز از دیدگاه فرهنگی و زبانی نزدیکی آن‌ها بیشتر با زرتشتیان شهرهای یزد و کرمان است. هنوز شماری از گروه ایرانی به گویش دری زرتشتیان یزد و کرمان صحبت می‌کنند.
نام خانوادگی بسیاری از خانواده‌های این گروه «ایرانی» است و رستوران‌ها و چایخانه‌های ایرانی‌ها از شهرت برخوردار است. چایخانه‌های آن‌ها در هند به نام کافه ایرانی شهرت دارد.
گروه قومی ایرانی بیشتر در هندوستان در بمبئی و در پاکستان بیشتر در کراچی و لاهور زندگی می‌کنند.

## از جمله آنها
1. زوبین ایرانی، گروه صنعتی ایرانی همسر سمریتی ایرانی وزیر آموزش و نیروی انسانی
2. انوش ایرانی، رمان‌نویس هند و کانادا
3. اردشیر ایرانی، مدیر اولین فیلم صدا هند، علم آرا
4. آرونا ایرانی، بازیگر زن بالیوود
5. بومان ایرانی، بازیگر بالیوود. بازیگر اصلی فیلم سال نو مبارک
6. سونیا ایرانی، تلویزیون بازیگر نقش مکمل زن
7. دیسی ایرانی، بالیوود بازیگر کودک از 50 و 60
8. دینشاه ایرانی،
9. عسل ایرانی، فیلمنامه (Krrish)
10. ژنی ایرانی (جمشید Khudadad ایرانی)، کریکت
11. جمشید ایرانی (جمشید J. ایرانی، رئیس سابق، فولاد تاتا
12. کریشمه ایرانی، پیانیست کلاسیک غربی و رادیو پخش
13. مهربابا (مهربان شهریار ایرانی)، عارف
14. رانی ایرانی، کریکت
15. بختیارBakhtiyaar ایرانی، بازیگر نقش اول مرد تلویزیون
16. تناز ایرانی، بازیگر نقش مکمل زن